# .krd
.krd és el domini de primer nivell patrocinat (sponsored TLD en anglès) d'internet per a la llengua i cultura kurdes, inicialment desenvolupat per a la regió kurda de l'Iraq. El 5 de desembre de 2013, el Departament de Tecnologies de la Informació del Govern Regional del Kurdistan (Iraq) va rebre l'autorització firmada per part de la ICANN pel domini .krd, després que aquest passés tots els requeriments del procés necessaris per a registrar el domini. La decisió de l'ICANN va generar controvèrsia a l'Iran, on el govern iranià va advertir que la creació del .krd podria generar «seriosos problemes polítics».

## Dominis especials
- Lloc web del domini .krd

dot.krd
- Pàgina web del Govern Regional del Kurdistan

cabinet.gov.krd Arxivat 2015-02-06 a Wayback Machine.
- Pàgina web de la Presidència Regional del Kurdistan

presidency.krd